# Samir Kherbouche
Samir Kherbouche, né le 28 janvier 1976 à Tlemcen, est un footballeur international algérien.
Il compte une sélection en équipe nationale en 2001.

## Biographie
Samir Kherbouche commence sa carrière avec le club du WA Tlemcen. Il part jouer en 2003 à la JSM Béjaïa, avant de partir pour l'autre club de la ville, le MO Béjaïa.
En 2005, il part joué en faveur de l'OMR El Anasser. La saison suivante, il est prêté au CA Batna. Il termine sa carrière en 2009 chez le A Bou Saada.
Il est sélectionné une seule fois en équipe d'Algérie, le 21 avril 2001, lors d'un match face au Sénégal. Ce match compte pour les éliminatoires du mondial 2002.

## Palmarès
- Vainqueur de la coupe d'Algérie en 1998 et 2002 avec le WA Tlemcen.
- Vainqueur de la coupe arabe des clubs champions en 1998 avec le WA Tlemcen.
- Finaliste de la coupe d'Algérie en 2000 avec le WA Tlemcen.